# Be Your Own Pet
I Be Your Own Pet (stilizzato be your own PET) sono un gruppo musicale statunitense formatosi a Nashville, Tennessee, nel 2004. Anche se non divenne particolarmente famosa negli Stati Uniti, nei suoi anni di attività la band riscosse un discreto successo commerciale in Inghilterra.

## Storia del gruppo
La band viene fondata dalla cantante Jemina Pearl (figlia del membro fondatore dei Vector Jimmy Abegg, famoso chitarrista e fotografo), il bassista Nathan Vasquez, il chitarrista Jonas Stein e il batterista Jamin Orrall. Pubblicano il loro primo EP, Damn Damn Leash, nel 2004. L'omonimo brano contenuto nel CD viene più volte mandato in onda su BBC Radio 1 da Zane Lowe, e la band riceve un'offerta per un contratto dall'etichetta britannica XL Recordings. Successivamente il gruppo si dedica a lunghi tour nel Regno Unito e negli Stati Uniti, partecipando anche al South by Southwest del 2005. Nel 2006 pubblicano il loro omonimo album di debutto Be You Own Pet, prodotto da Steven McDonald; successivamente firmano con l'etichetta statunitense Ecstatic Peace!, così da poter pubblicare i loro lavori anche in patria. Alcune settimane viene pubblicato Summer Sensation, un altro EP contenente brani inediti e non della band. Nel settembre 2006 Orrall lascia la band, venendo rimpiazzato da John Eatherly. Tornano in studio nell'estate del 2007 per realizzare il secondo album Get Awkward, sempre con la produzione di Steve McDonald. L'album viene pubblicato il 18 marzo 2008, ma tre dei brani registrati per l'album vengono tagliati dalla versione statunitense del disco, poiché considerati "troppo violenti" dalla Universal. Questi vengono successivamente inclusi nell'EP Get Damaged, ultima pubblicazione ufficiale della band. Nell'agosto 2008, infatti, la band annuncia su MySpace che terrà un'ultima serie di concerti nel Regno Unito prima di sciogliersi definitivamente:
Dopo la fine dei Be Your Own Pet, Jemina Pearl ha intrapreso una carriera da solista, per poi successivamente entrare in un'altra band, The Ultras S/C. Jonas Stein ha invece continuato il suo progetto da solista chiamato Turbo Fruits, mentre John Eatherly è entrato come batterista nei Virgins.

### Reunion
Il gruppo si è riformato nel dicembre del 2021 e nel 2023 ha pubblicato un nuovo singolo Hand Grenade.

## Formazione

### Ultima
- Jemina Pearl – voce (2004-2008)
- Nathan Vasquez – basso, cori (2004-2008)
- Jonas Stein – chitarra, cori (2004-2008)
- John Eatherly – batteria, percussioni (2006-2008)

### Ex componenti
- Jamin Orrall – batteria, percussioni (2004-2006)

## Discografia

### Album in studio
| Anno | Titolo         | Classifiche | Classifiche |
| Anno | Titolo         | UK          | UK indie    |
| ---- | -------------- | ----------- | ----------- |
| 2006 | Be You Own Pet | 47          | —           |
| 2008 | Get Awkward    | 101         | 7           |
| 2023 | Mommy          |             |             |

### EP
- 2004 - Damn Damn Leash
- 2006 - Summer Sensation
- 2006 - Extra Extra EP
- 2007 - Not Rocket Science
- 2008 - Get Damaged

### Singoli
| Anno | Titolo                              | Classifiche | Classifiche | Album di provenienza |
| Anno | Titolo                              | UK          | UK indie    | Album di provenienza |
| ---- | ----------------------------------- | ----------- | ----------- | -------------------- |
| 2004 | Damn Damn Leash                     | 68          | —           | Damn Damn Leash      |
| 2005 | Fire Department                     | 59          | —           | Summer Sensation     |
| 2005 | Extra Extra                         | —           | —           | Extra Extra EP       |
| 2006 | Let's Get Sandy (Big Problem)       | 51          | —           | Be Your Own Pet      |
| 2006 | Adventure                           | 36          | —           | Be Your Own Pet      |
| 2006 | Bicycle, Bicycle You Are My Bicycle | —           | —           | Be Your Own Pet      |
| 2008 | Food Fight!                         | —           | 8           | Get Awkward          |
| 2008 | Super Soaked                        | —           | 5           | Get Awkward          |
| 2008 | The Kelly Affair                    | —           | 6           | Get Awkward          |
| 2008 | Black Hole                          | —           | 5           | Get Awkward          |